# The hobbit, the sofa and Digger Stiles
The hobbit, the sofa and Digger Stiles es el 68vo episodio de la serie de televisión norteamericana Gilmore Girls.

## Resumen del episodio
Luego de volver de clases, Rory descubre que su abuela le ha comprado un juego de sillones y televisión con sistema de audio y vídeo. Rory intenta quejarse con ella por haberse metido en su habitación, aunque no tiene el valor de hacerlo. Lorelai y Sookie consiguen un trabajo temporal para servir comida en una fiesta de niños con el tema de "El Señor de los Anillos", sin embargo, Sookie prepara únicamente comida que los niños no probarían. Inclusive, cuando una niña se queja de que la comida es fea, Sookie se amarga con ella. Lorelai intenta calmarla, y su amiga afirma que no sería una buena madre por lo que acaba de hacer; Lorelai responde que será una gran madre. Por otra parte, en Yale, habrá una fiesta en el piso de Rory y ésta primero se niega a que usen la habitación, aunque acepta luego de que Paris hablase con Lorelai. Unas gemelas, por encargo de Emily, siguen a Rory en todo momento de la fiesta, donde ella se encuentra con Madeleine y Louise. En la madrugada, Rory descubre en el pasillo a un muchacho que luego de la borrachera se había quedado dormido y desnudo. Mientras tanto, Jason Stiles, hijo del antiguo jefe de Richard, visita a los Gilmore y le dice a Richard para trabajar como su socio, aunque a Emily no le hace mucha gracia que Jason quiere únicamente competir contra su padre.